# Юаньбаошань
Юаньбаоша́нь (кит. упр. 元宝山, пиньинь Yuánbǎoshān) — район городского подчинения городского округа Чифэн, Внутренней Монголии, в Китае. Район назван в честь находящейся на его территории горы Юаньбаошань.

## История
Ещё в 1768 году здесь начали добывать уголь. Так как угля было очень много, то гору назвали «Горой сокровищ» — «Юаньбаошань». Эти места входили в состав разных административных единиц, и лишь в 1983 году при образовании городского округа Чифэн были выделены в отдельный район.

## Экономика
Район богат такими ресурсами, как уголь, базальт, золото, серебро, кремний, железо. Основное полезное ископаемое — уголь идет на производство энергии(ежегодно вырабатывается до 85 млрд кВт⋅ч.

## Транспорт
Через район проходит национальная железнодорожная линия.

## Население
В регионе насчитывается до 16 этнических групп, в основном это хань, монголы, уйгуры, мяо, корейцы, маньчжуры и другие.

## Административное деление
Район Юаньбаошань делится на 6 уличных комитетов и 5 посёлков.